# Novatic-Gruppe
Die Novatic-Gruppe  ist eine aus dem VEB Lackfabrik Dresden (Kombinat Elaskon) sowie der 1862 gegründeten Farbenfabrik C. W. Pabst KG in Halle hervorgegangene Unternehmensgruppe mit europaweit acht Tochterunternehmen. Mit 60 % Marktanteil deutschlandweit ist Novatic Marktführer im Bereich der Beschichtungen für Betontürme von Windkraftanlagen. Außerdem werden Korrosionsschutzlacke, Industrielacke, Bautenschutzlacke, Fahrzeuglacke sowie Baufarben- und -lacke entwickelt und vertrieben. Der Hauptsitz des Familienunternehmens ist Dresden in Sachsen. Darüber hinaus bestehen vier Produktionsstätten, zwei davon in Deutschland, eine in der Russischen Föderation und eine in Indien sowie zusätzlich eigene Vertriebszentren in Österreich, Polen, Frankreich und den Vereinigten Arabischen Emiraten. Die Novatic-Gruppe ist Inhaberin verschiedener Patente und eingetragener Marken und der letzte verbliebene Lackhersteller in privater Hand auf dem Gebiet der ehemaligen DDR.

## Unternehmensgeschichte

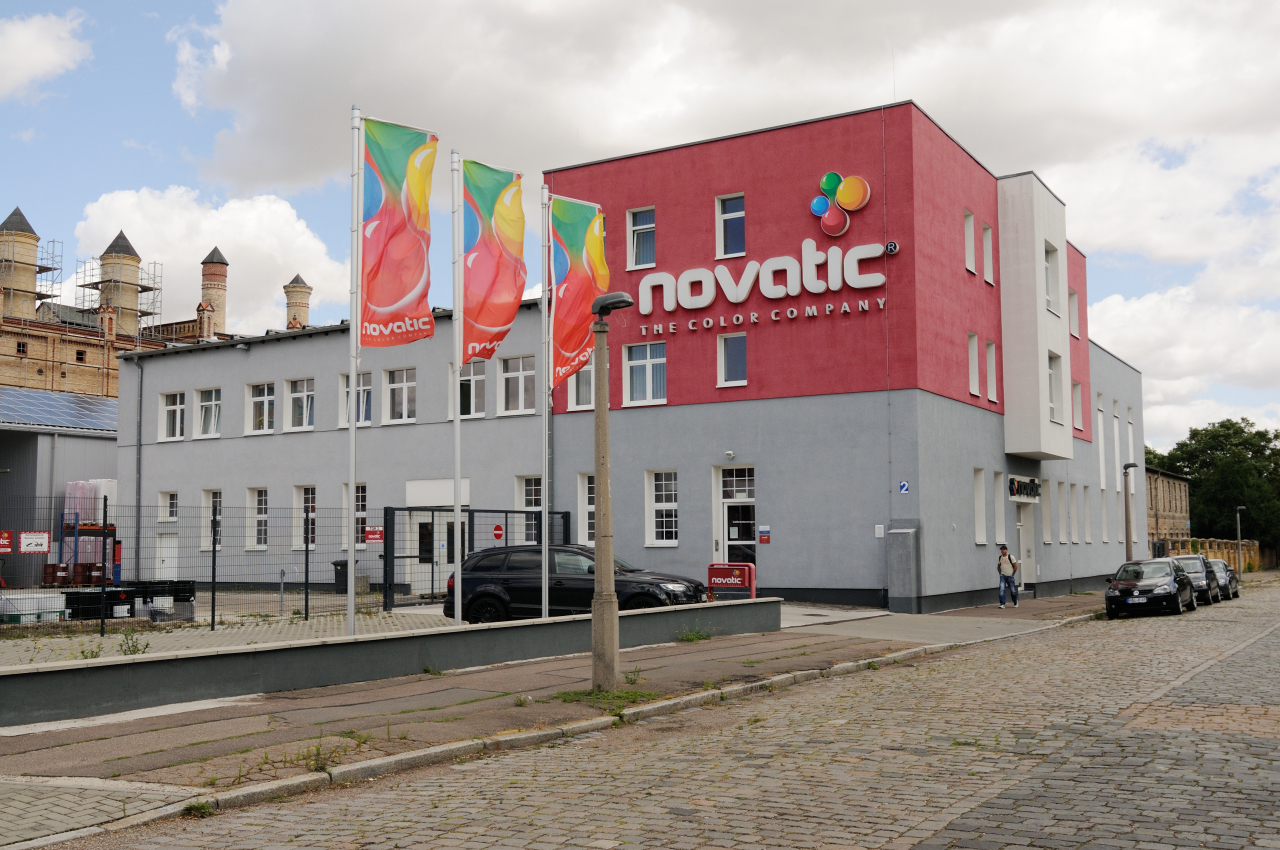
Novatic-Werk in Halle (Saale)

Die Dresdner Lackfabrik novatic GmbH & Co. KG wurde im Dezember 1990 durch Wilfried Zill und der Krefelder Feidal Lackfabrik GmbH & Co. KG als Dresdner Lackfabrik FEIDAL GmbH gegründet. Im Februar 1991 erwarb sie den Betriebsteil Dresden des ehemaligen VEB Lackfabrik von der Treuhandanstalt und startete den Betrieb im April des gleichen Jahres mit 42 Mitarbeitern und Wilfried Zill als geschäftsführendem Gesellschafter. Die Jahrestonnage lag im Dezember 1991 bei rund 1.800 Tonnen. Ab 1993 wurden alle ostdeutschen Kraftwerke für Renovierung und Instandsetzungsarbeiten mit Korrosionsschutz beliefert. Eine Vertriebsgesellschaft wurde 1995 in Tschechien gegründet, je eine weitere 1998 in Polen und 2001 in der Slowakei. Seit 1998 fließen aktuelle Forschungsergebnisse aus der eigenen Entwicklungsabteilung zu umweltschonenden Lacken auf Wasserbasis in die Produktion in Dresden ein. Bis Ende 2006 erfolgte eine Steigerung der Jahrestonnage auf 5500 Tonnen.
2007 wurde die Dachmarke „novatic-Gruppe“ eingeführt und die Firma in Dresden zur „Dresdner Lackfabrik novatic GmbH & Co. KG“. Außerdem nahm eine Vertriebsgesellschaft in Russland (St. Petersburg) ihre Arbeit auf und die 1862 gegründete Farbenfabrik C. W. Pabst KG in Halle wurde übernommen. 2008 erfolgte die Aufnahme der Produktion von Speziallacken in Teplice, Tschechien und der Baufarbenproduktion in Halle. In 2011 wurde eine neue Produktionsanlage in Dresden in Betrieb genommen, 2013 begann die Entwicklungsarbeit für die Mischsysteme solvamix-i und solvamix-oem. Seit 2013 werden Fahrzeuglacke für Kunden in Europa und Asien entwickelt und produziert.
Die Gründung der novatic COATINGS in Moskau und die Gründung der novatic Austria GmbH in Salzburg finden im Jahr 2014 statt, ebenso wie die Erweiterung der Geschäftsfelder auf Korrosionsschutzbeschichtungen, Bautenschutz-, Industrie- und Fahrzeuglacke sowie Baufarben. Im gleichen Jahr wird mit den Exporten in den Mittleren Osten, der Einführung von Fahrzeuglacken bei der Daimler AG International, der Einführung der solvamix-Mischserien für Industrie- bzw. Fahrzeuglacke und der Einführung vollautomatisierter modularer Fertigung in Dresden, Halle und Teplice begonnen. Im März 2015 erfolgte die Akquisition der Vinpol Coatings in Pune sowie die Eröffnung einer neuen Fabrik für Decorative, Construction und Industrial Coatings in Moskau. Im September 2017 hatte die Novatic-Gruppe 241 Mitarbeiter, produziert an drei europäischen und einem asiatischen Standort und besteht aus insgesamt 8 Gesellschaften. Der Vertrieb läuft in Europa, der MENA-Region, Südostasien, China, Süd- und Mittelamerika.
Im August 2019 wurde Novatic von Sherwin-Williams übernommen.

## Geschäftsfelder
Die Novatic-Gruppe betreibt Forschung, Entwicklung und Produktion von Farben- und Lacken. Novatic fertigt Produkte für Beschichtungssysteme gemäß der internationalen Norm für den Schutz vor Korrosion DIN EN ISO 12944 für alle Korrosivitätskategorien und Schutzzeiten.
Verwendet werden unter anderem die Handelsnamen „solvatic“ für lösemittelfreie, -reduzierte bzw. lösemittelhaltige Stoffe, „aquatic“ für wässrige Systeme bzw. Stoffe.
„solvamix-i“ und „solvamix-oem“ sind automatisierte, modulare Produktionssysteme für die Bereiche Industrial / Protective und Automotive Coatings. Die verschiedenen Novatic-Produkte werden von vielen namhaften Industrieunternehmen wie beispielsweise ABB, Alstom, Daimler Nutzfahrzeuge, Deutsche Bahn, Enercon, RWE, Siemens oder Vattenfall eingesetzt.

## Standorte
Hauptsitz der Unternehmensgruppe ist Dresden in Sachsen und mit etwa 90 Mitarbeitern der größte Standort der novatic COATINGS. Der zweite Deutsche Standort befindet sich in Halle. In Europa produziert die Novatic-Unternehmensgruppe zudem am Standort Moskau (Russische Föderation).
Ein weiterer Produktionsstandort befindet sich in Pune (Indien) und versorgt den Indischen Markt.
Neben den Produktionswerken verfügt die Novatic-Unternehmensgruppe über eigene Vertriebsgesellschaften in Breslau (Polen), Salzburg (Österreich), Paris (Frankreich), Dubai (Vereinigte Arabische Emirate) sowie Kooperationspartner im Vertrieb in Riga (Lettland), Danzig (Polen), Kranj (Slowenien), Dschidda (Saudi-Arabien), Istanbul (Türkei).

## Unternehmensgruppe
Die Novatic-Unternehmensgruppe wird durch Alexander Zill und Jochen Zill geführt. In den Tochtergesellschaften gibt es außerdem jeweils einen lokalen Geschäftsführer. Zu den Einzelunternehmen der Novatic-Gruppe gehören:
- Dresdner Lackfabrik novatic GmbH & Co. KG (Dresden): Zentrale mit Forschungs- und Entwicklungsabteilung sowie Produktionsstandort für Korrosionsschutz-, Bautenschutz-, Industrie- und Fahrzeuglacke
- Hallesche Lackfabrik novatic GmbH (Halle/S.): Produktions- und Entwicklungsstandort für Baufarben, DIY-Produkten sowie Industrielacken.
- novatic COATINGS s.r.o. (Teplice - Tschechien): Produktionsstandort für Korrosionsschutzbeschichtungen sowie Vertriebsgesellschaft für den Handel mit Industrielacken und Baufarben.
- novatic COATINGS Pvt. Ltd. (Pune - Indien): Produktionsstandort für Baufarben und Bodenbeschichtungen sowie Vertriebsgesellschaft für den Handel mit Korrosionsschutz-, Industrie- und Fahrzeuglacken.
- OOO novatic COATINGS (Moskau - Russland): Produktionsstandort für Baufarben und Bodenbeschichtungen sowie Vertriebsgesellschaft für den Handel mit Korrosionsschutz-, Industrie- und Fahrzeuglacken.
- novatic Austria GmbH (Salzburg - Österreich): Vertriebsgesellschaft für den Handel mit Industrie-, Fahrzeug- und Korrosionsschutzlacken.
- novatic COATINGS Sp. z o.o. (Wrocław - Polen): Vertriebsgesellschaft für den Handel mit Korrosionsschutz-, Fahrzeug- und Industrielacken.
- novatic COATINGS MENA FZCo (Jebel Ali / Dubai / UAE): Vertriebsgesellschaft für den Handel mit Korrosionsschutz-, Fahrzeug- und Industrielacken.

## Patente
- Sandwich-Schutzsystem für Betonoberflächen von Türmen für Windenergieanlagen.[10]

- Spezielles 3-Schicht-Verbund-Lack-System, appliziert im Laminierverfahren, bestehend aus 2K-Epoxy-Gewebekleber, Glasfasergewebe und 2K-PUR-Decklack wässrig. Die Besonderheit dieses Systems ist die thermo-chemische Reaktivität / Trocknung zwischen 2K-Epoxy-Gewebekleber und 2K-PUR-Decklack wässrig.

- Spezielles 2-Schicht-Lack-System, appliziert in Form von Spachtelmasse und 2K-Polyaspartic-Decklack auf Beton. Die Besonderheiten dieses kostensparenden Systems sind die thermo-chemische Reaktivität / Trocknung zwischen 2K-Spachtelmasse und 2K-Polyaspartic-Decklack sowie die geringe Schichtdicke von max. 150 µm. Trotz dieser Besonderheiten wird eine Schutzdauer von über 15 Jahren gewährt.

- Spezielles 2-Schicht-Duplex-Lack-System, appliziert in Form von Spachtelmasse und 2K-PUR-Decklack wässrig auf Beton. Die Besonderheiten dieses kostensparenden Systems sind die thermo-chemische Reaktivität / Trocknung zwischen 2K-Spachtelmasse und 2K-PUR-Decklack wässrig, die geringe Schichtdicke von max. 120 µm, der extrem niedrige Gehalt an organischen Lösungsmitteln und eine Schutzdauer von über 15 Jahren.

## Öffentliche Wahrnehmung
Erwähnung findet novatic in den einschlägigen Fachpublikationen aber auch in der Tagespresse wie beispielsweise im Zusammenhang mit der Restaurierung der Müngstener Brücke oder des Blauen Wunders in Dresden, die mit novatic-Beschichtungen versehen sind. Auf Fachmessen ist novatic national und international regelmäßig vertreten.
Das Unternehmen hat 2015 den Preis Macher 25 – Der große Wirtschaftspreis des Ostens gewonnen.

### Soziales Engagement
Novatic sponsert regelmäßig vorrangig regionale Veranstaltungen, verschiedene Sportvereine wie beispielsweise die SG Dynamo Dresden, aber auch soziale Projekte wie das Segelschulschiff Greif oder die Dresdener Tafeln werden unterstützt.